# او بی اس استودیو
اوبی‌اس استودیو یک نرم‌افزار آزاد و متن‌باز چندسکویی استریم و ضبط صفحه نمایش رایانه و زیرمجموعه‌ای از پروژه OBS است که توسط جیم بایلی و دیگر همکارانش و با استفاده از Qt ساخته شده و برروی ویندوز،مک او اس و لینوکس قابل اجراست.

## مرور اجمالی
او‌بی‌اس یک مجموعه نرم‌افزاری آزاد و متن‌باز برای ضبط و پخش زنده است. OBS به زبان‌های C و C++ و Qt نوشته شده و OBS منبع و ضبط دستگاه، ترکیب صحنه، رمزگذاری، ضبط و پخش را فراهم می‌کند. انتقال داده‌ها عمدتاً از طریق پروتکل پیام رسانی زمان واقعی (RTMP) انجام می‌شود و می‌تواند به هر مقصد پشتیبانی از RTMP از جمله بسیاری از ایستگاه از پیش تنظیم برای جریان وب‌گاه‌ها مانند یوتیوب، توییچ، اینستاگرام و فیس بوک ارسال شود.
برای رمزگذاری ویدئو، OBS قادر به استفاده از کتابخانه نرم‌افزاری رایگان x264، اینتل Quick Sync Video , Nvidia NVENC و موتور رمزگذاری AMD برای رمزگذاری جریان‌های ویدیویی به فرمت H.264 / MPEG-4 AVC و H. فرمت 265 / HEVC. صوتی را می‌توان با استفاده از کدک‌های MP3 یا AAC رمزگذاری کرد. کاربران پیشرفته می‌توانند از هر کدک و ظروف موجود در libavcodec / libavformat استفاده کنند و همچنین خروجی جریان را به یک URL سفارشی اف‌اف‌امپگ.

## رابط کاربری

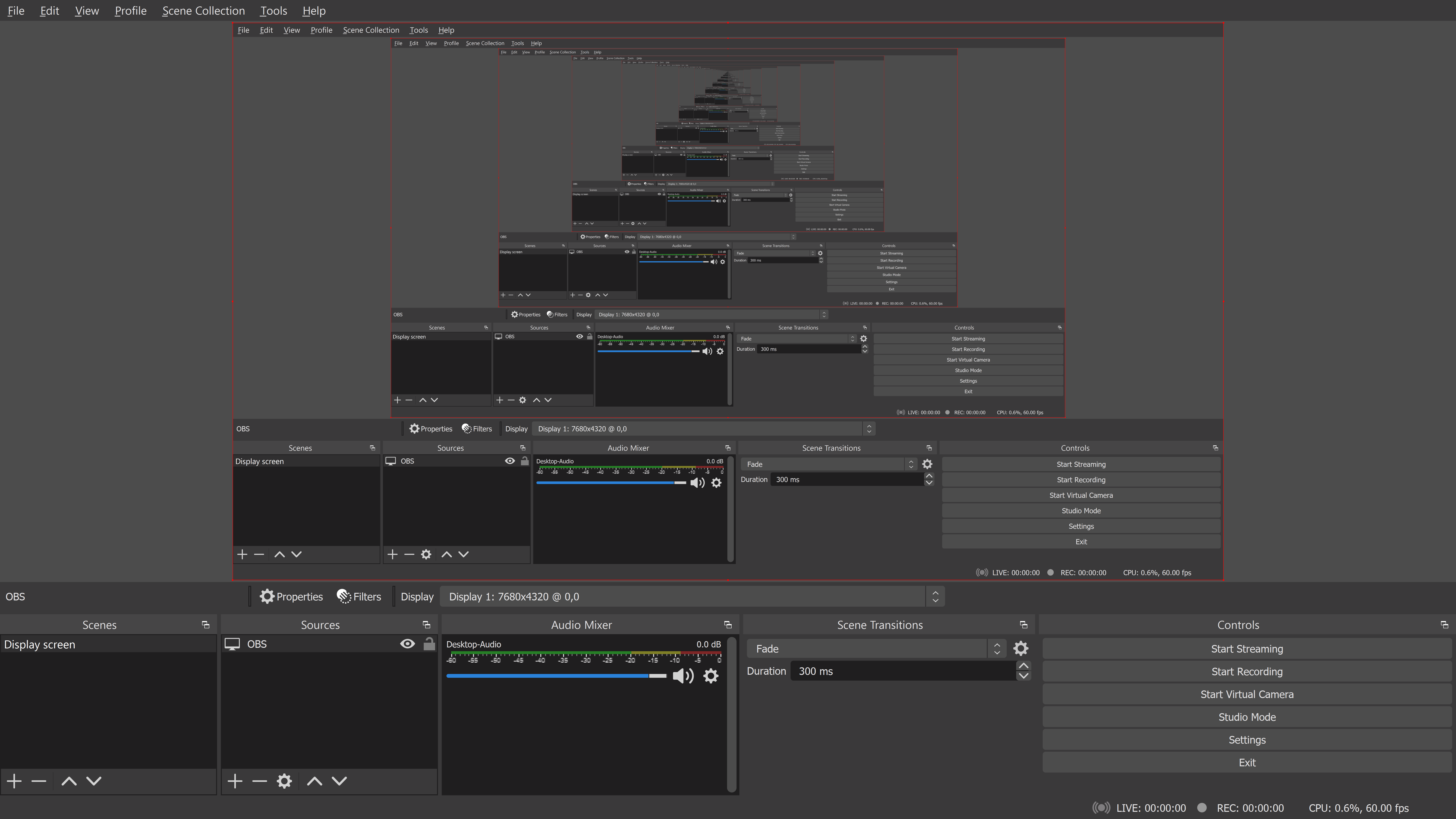
اسکرین‌شاتی از برنامه در نسخه ۲۶

رابط کاربری اصلی به پنج بخش تقسیم می‌شود: صحنه، منابع، میکسر صوتی، انتقال، و کنترل. صحنه‌ها گروهی از منابع مانند ویدئو و ضبط شده، متن و صوتی است. پانل مخلوط به کاربر امکان خاموش کردن صدا را می‌دهد و حجم را از طریق فیدرهای مجازی تنظیم می‌کند و اعمال را با فشار دادن چرخ دنده در کنار دکمه خاموش کردن اعمال می‌کند. پنل کنترل گزینه‌هایی برای شروع / توقف جریان یا ضبط است، یک دکمه برای تبدیل OBS به حرفه ای استودیویی حرفه ای (نگاه کنید به زیر)، یک دکمه برای بازکردن منوی تنظیمات و یک دکمه برای خروج از برنامه. قسمت بالای پیش نمایش ویدیویی زنده، مورد استفاده برای نظارت و ویرایش صحنه فعلی است. رابط کاربری را می‌توان به موضوعات مختلف، از جمله تم‌های تاریک و نور، بسته به آنچه کاربر ترجیح می‌دهد، تغییر می‌دهد.
هنگامی که در حالت استودیو، ۲ پنجره پیش نمایش بوم وجود دارد، سمت چپ برای تغییر و پیش نمایش صحنه‌های غیرفعال، در حالی که پنجره سمت راست برای پیش نمایش از صحنه‌های زنده ("پیش نمایش" و "برنامه" به ترتیب). در وسط یک دکمه انتقال ثانویه وجود دارد، اجازه می‌دهد برای انتقال به صحنه غیرفعال در پنجره سمت چپ با استفاده از "سریع انتقال" تعریف شده توسط کاربر.
برخی از آموزش‌های ساده در اینترنت وجود دارد که نشان می‌دهد که چگونه از نرم‌افزار Open Broadcaster استفاده کنید، از جمله آموزش‌های جامع تر طراحی شده برای پوشش هر جنبه ای از برنامه.

## تاریخ
نرم‌افزار Broadcaster Open به عنوان یک پروژه کوچک ایجاد شده توسط هیو «جیم» بیلی آغاز شد، اما به سرعت با کمک بسیاری از همکاران آنلاین کار می‌کرد که هر دو برای بهبود OBS و گسترش دانش در مورد برنامه رشد کرده بودند. در سال ۲۰۱۴، توسعه با یک نسخه بازنویسی به نام OBS Multiplatform (که بعدها OBS Studio نامیده شد) برای پشتیبانی چند پلتفرم، یک مجموعه کامل ویژگی و یک API قدرتمند آغاز شد. همان‌طور که از v18.0.1 از OBS استودیو، OBS کلاسیک دیگر پشتیبانی نمی‌شود، زیرا دسترسی سریع به تقریباً کامل با دومی، هر چند دانلود برای کلاسیک هنوز در دسترس است.

## افزونه
اوبی‌اس از انواع افزونه‌ها و پلاگینها (فایل های دی ال ال) پشتیبانی می‌کند.

## سیستم مورد نیاز
حداقل الزامات استفاده از OBS Studio در ویندوز عبارتند از:
1. سیستم عامل ویندوز 7 و یا بالاتر
2. پردازنده اینتل Core 2 Duo و یا بالاتر
3. حداقل چهار گیگابایت حافظه رم